# Géorgiens d'Ukraine
 (novembre 2015).
Si vous disposez d'ouvrages ou d'articles de référence ou si vous connaissez des sites web de qualité traitant du thème abordé ici, merci de compléter l'article en donnant les références utiles à sa vérifiabilité et en les liant à la section « Notes et références ».
Les Géorgiens en Ukraine étaient 34 199 dans le territoire ukrainien.

## Répartition
Les Géorgiens en Ukraine sont réparties principalement au sud et à l'est de l'Ukraine, où les habitants sont majoritairement russophones.
| Oblast de Donetsk        | 7 197 |
| Oblast de Kharkiv        | 4 408 |
| Oblast de Zaporijjia     | 3 899 |
| Oblast de Dnipropetrovsk | 2 834 |
| Oblast d'Odessa          | 2 785 |
| Oblast de Kiev           | 2 400 |
| Oblast de Louhansk       | 2 090 |